# Uwe Pörksen
Uwe Pörksen (* 13. März 1935 in Breklum) ist ein deutscher Sprachwissenschaftler. Er ist emeritierter Professor für Deutsche Sprache und Ältere Literatur und lebt in Freiburg.

## Leben und Werk
Pörksen wurde 1935 als Sohn des Theologen und Missionars Martin Pörksen in Breklum geboren. Nach dem Abitur 1954 studierte er Deutsch, Geschichte und Philosophie in Freiburg im Breisgau, Göttingen und Kiel. 1960 schloss er mit dem Staatsexamen ab; 1962 ging er in den Schuldienst.
1964 wurde Pörksen, gefördert durch seinen Lehrer Friedrich Ohly, Studienrat im Hochschuldienst an der Universität Kiel. Dort wurde er 1965 Assistent des Sprach- und Literaturwissenschaftlers Hugo Steger und promovierte 1968 mit einer Arbeit über den Erzähler im mittelhochdeutschen Epos. 1975 habilitierte er mit einer Arbeit über Goethes naturwissenschaftliche Schriften an der Albert-Ludwigs-Universität Freiburg, an der Steger inzwischen einen neuen Lehrstuhl hatte, den Pörksen 1976 selbst übernahm. Im Jahre 2000 wurde er als Professor für Deutsche Sprache und Ältere Literatur emeritiert.
Zwischenzeitlich war Pörksen in den Jahren 1981 und 1982 Fellow am Wissenschaftskolleg in Berlin.
Uwe Pörksens Arbeitsschwerpunkte waren Geschichte der deutschen naturwissenschaftlichen Fachsprachen sowie Sprach- und Bildkritik. Besonders bekannt wurden seine Bücher Plastikwörter und Die politische Zunge: Eine kurze Kritik der öffentlichen Rede. Darin kritisiert er den Sprachgebrauch in der Politik und fordert, die öffentliche Debatte als Zentrum der Politik zu begreifen. Pörksen hat sich auch mit einem von ihm gesehenen „Verschwinden“ des Deutschen als Wissenschaftssprache auseinandergesetzt sowie mit der Prägung der deutschen Sprache durch Einwanderer. Außerdem schrieb er den im Pressemilieu spielenden Roman Schauinsland, der 1991 bei Klett-Cotta erschien.
Pörksen ist verheiratet und hat drei Kinder, darunter den Medienwissenschaftler Bernhard Pörksen und den Dramaturgen und Filmemacher Julian Pörksen.

## Mitgliedschaften
Pörksen ist Mitglied der Akademie der Wissenschaften und der Literatur Mainz und der Deutschen Akademie für Sprache und Dichtung, der Deutschen Akademie der Naturforscher Leopoldina (Halle) (seit 1996) und des PEN-Zentrums Deutschland.
Für die Deutsche Akademie für Sprache und Dichtung saß er im Rat für deutsche Rechtschreibung. Wegen Meinungsverschiedenheiten (Zitat: „Unsere Orthographiegeschichte ist in den 90er Jahren verunglückt, weil ein Gremium, das in den 50er Jahren gegründet wurde, um die Idee einer Kleinschreibung nach englischem oder dänischem Vorbild zu prüfen, sich, als die Idee zu den Akten gelegt wurde, nicht aufgelöst hat.“) reichte er 2008 seine Austrittserklärung ein – in unreformierter Schreibweise.
Seit 2012 engagiert sich Pörksen in der Bürgerinitiative Pro Kulturhauptstadt Freiburg.

## Auszeichnungen
1984 wurde Pörksen mit dem Preis der Deutschen Akademie für Sprache und Dichtung, 1988 mit dem Hermann-Hesse-Preis und 1990 mit dem Deutschen Sprachpreis ausgezeichnet.

## Werke (Auswahl)
- Zur Geschichte deutscher Wissenschaftssprachen. Aufsätze, Essays, Vorträge und die Abhandlung "Erkenntnis und Sprache in Goethes Naturwissenschaft" (= Lingua academica, Bd. 5). De Gruyter, Berlin 2020, ISBN 978-3-11-069265-5.
- Breklehem. Roman eines Dorfes. Husum Verlag, Husum 2016. ISBN  978-3898768474.
- Politische Rede oder Wie wir entscheiden. Wallstein Verlag, Göttingen 2016. ISBN 978-3835319301.
- Camelot in Grunewald: Szenen aus dem intellektuellen Leben der achtziger Jahre. C. H. Beck, 2014. ISBN 978-3406669583.
- Riß durchs Festland. Boyens Buchverlag, 2011. ISBN 978-3804213449.
- Was ist eine gute Regierungserklärung? Grundriß einer politischen Poetik (= Politik – Sprache – Poesie, Bd. 4). 2. Aufl. Wallstein, Göttingen 2004, ISBN 3-89244-766-7.
- Die politische Zunge. Eine kurze Kritik der öffentlichen Rede. Klett-Cotta, Stuttgart 2002, ISBN 3-608-94055-3.
- Weltmarkt der Bilder. Eine Philosophie der Visiotype. Klett-Cotta, Stuttgart 1997, ISBN 3-608-93407-3.
- Wissenschaftssprache und Sprachkritik. Untersuchungen zu Geschichte und Gegenwart (= Forum für Fachsprachen-Forschung, Bd. 22). Narr, Tübingen 1994, ISBN 3-8233-4531-1.
- Schauinsland. Roman. 2. Aufl. Klett-Cotta, Stuttgart 1992, ISBN 3-608-95703-0.
- Plastikwörter: Die Sprache einer internationalen Diktatur. Klett-Cotta, 1988 (7. Aufl. 2011). ISBN 978-3608936148.
- Deutsche Naturwissenschaftssprachen. Historische und kritische Studien (= Forum für Fachsprachen-Forschung, Bd. 2). Narr, Tübingen 1986, ISBN 3-87808-499-4.
- Die Ermordung Kotzebues oder Kinder der Zeit. Erzählungen. Klett-Cotta, Stuttgart 1984, ISBN 3-608-95275-6.
- Weißer Jahrgang. Ullstein-Verlag, Frankfurt/M., Berlin, Wien, 1982. ISBN 978-3884580011.
- (zus. mit Bernd Schirok): Der Bauplan von Wolframs "Willehalm" (= Philologische Studien und Quellen, Bd. 83). Schmidt, Berlin 1976, ISBN 3-503-01220-6.
- Der Erzähler im mittelhochdeutschen Epos: Formen seines Hervortretens bei Lamprecht, Konrad, Hartmann, in Wolframs Willehalm u. in d. Spielmannsepen (= Philologische Studien und Quellen, Bd. 58). Schmidt, Berlin 1971, ISBN 3-503-00589-7 (=Dissertation Universität Kiel).